# ブリュッセル首都圏交通T7700形電車
T7700形は、ベルギーの首都であるブリュッセルで路面電車（ブリュッセル市電）を運営するブリュッセル首都圏交通の電車。アメリカで開発された高性能路面電車のPCCカーの技術を基にした連接車である。製造当初は片運転台式でT7500形と言う形式名だったが、後に両運転台式に改造された際に車両番号が変更された経歴を有する。
この項目では、当初から両運転台車両として新製されたT7800形や、これらの量産車に先駆けて製造された試作車についても解説する。

## 試作車（7501→7500）
第二次世界大戦以前から、ブリュッセルの路面電車では輸送力を確保するため電動車が付随車を牽引する連結運転が実施されていた。だがこれらの車両の老朽化が進んだ事に加え、双方の車両間の往来が不可能なため両車に車掌を配置する必要があり、人件費も課題となっていた。そこでブリュッセル首都圏交通は、1951年からアメリカの高性能路面電車であるPCCカーの技術を用いT7000形の製造を実施していたBN（La Brugeoise et Nivelles）やACEC（Ateliers de Constructions Electriques de Charleroi）と共同で、2両編成の旧型電車と同等の輸送力を有する連接車の開発に取り掛かり、1962年に試作車となる7501が製造された。
編成は片運転台式の2車体連接車で、3台のボギー台車のうち連接部分に設置された1台は主電動機が搭載されていない付随台車で、残りの2台の主電動機はT7000形と同じ性能を有していた。だが車両が重かった事、ブリュッセルの路面電車の勾配が急であった事から加速度に難があった。
1970年に7500へ改番された後、1974年に付随台車の動力台車への交換や電気機器の強化などの改造が実施され、走行性能が向上した。車体についても後方に乗降扉が追加された。それ以降は後述する量産車と共に使用されたが、1979年以降片運転台車両が両運転台に改造される中で7500だけは原型の片運転台式のまま残り、2010年まで営業運転に使用された。以降はブリュッセル路面電車博物館で保存されている。

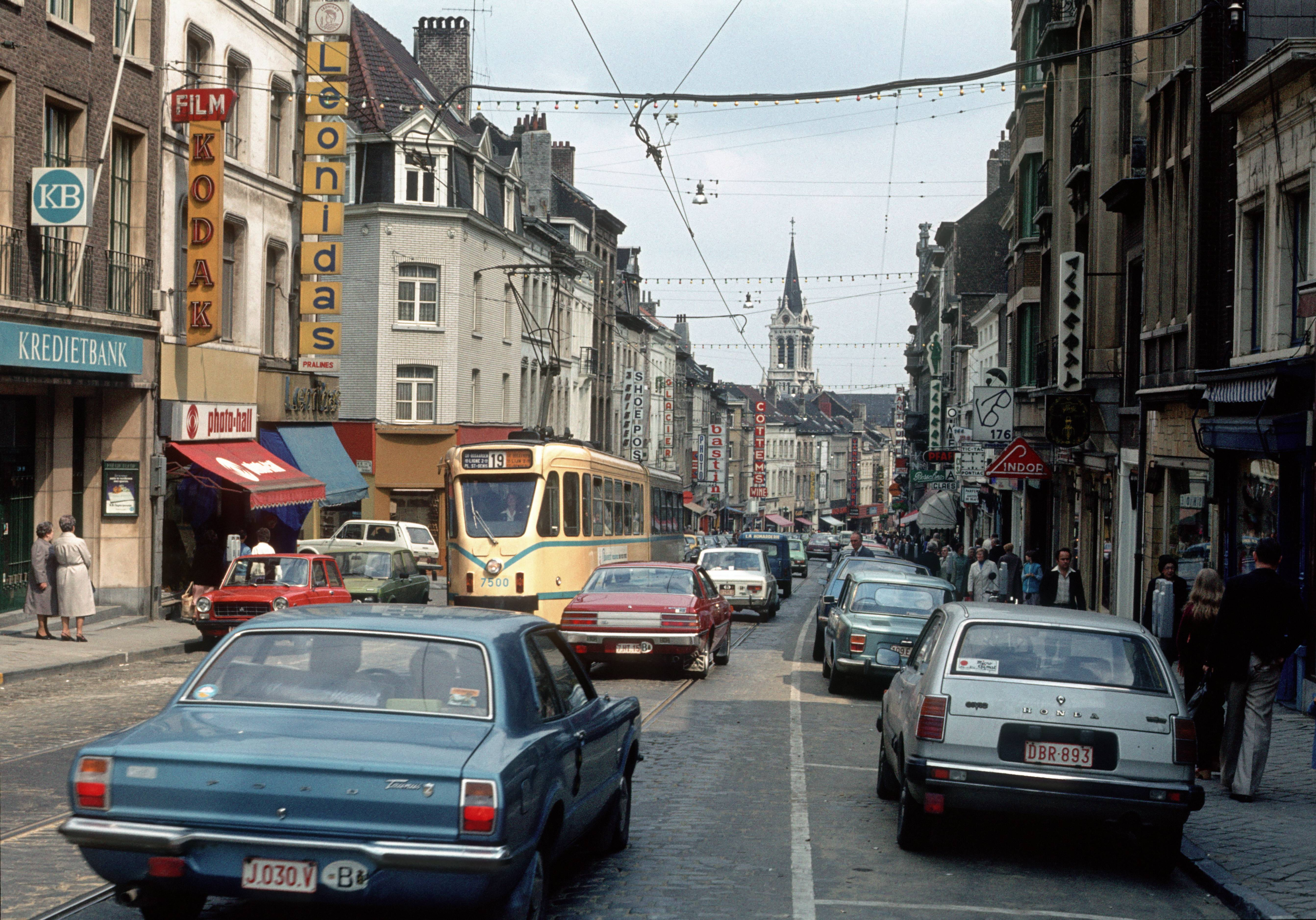
7500（1980年撮影）

## T7500形→T7700形・T7800形

### 概要
出力不足を始めとした欠点が指摘された試験車の実績を基に、1972年から1973年にかけて旧型車両の置き換え用として128両の2車体連接車が量産された。そのうち98両は片運転台式のT7500形（7501-7598）、30両は両運転台式のT7800形（7801-7830）として製造されたが、T7500形については1979年以降両運転台式に改造され、形式もT7700形（7701-7798）に改められた。
これらの量産車では、試作車の製造当初付随台車であった連接部の台車が動力台車に変更され、電動機の出力も増強された。また集電装置はブリュッセルの路面電車車両で初めて製造時からパンタグラフのみを搭載していた。
2006年以降は塗装変更を含めた更新工事が行われ、2019年4月現在は3車体連接車であるT7900形と共に6つの系統（39、44、51、81、93、97系統）で運用に就いているが、超低床電車のT3000形やT4000形の増備に伴い廃車が進んでいる。2019年9月時点の在籍数は65両である。

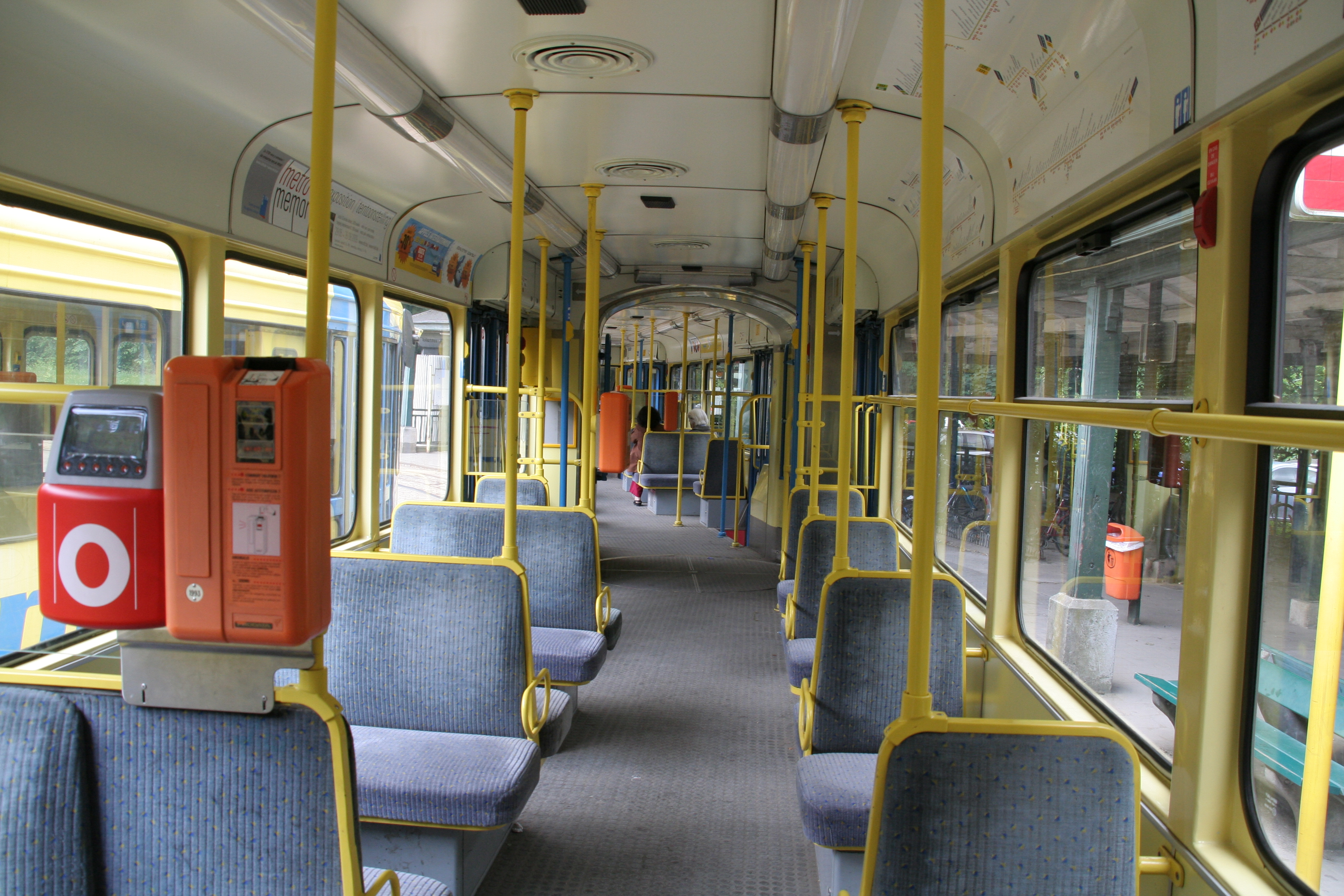
車内
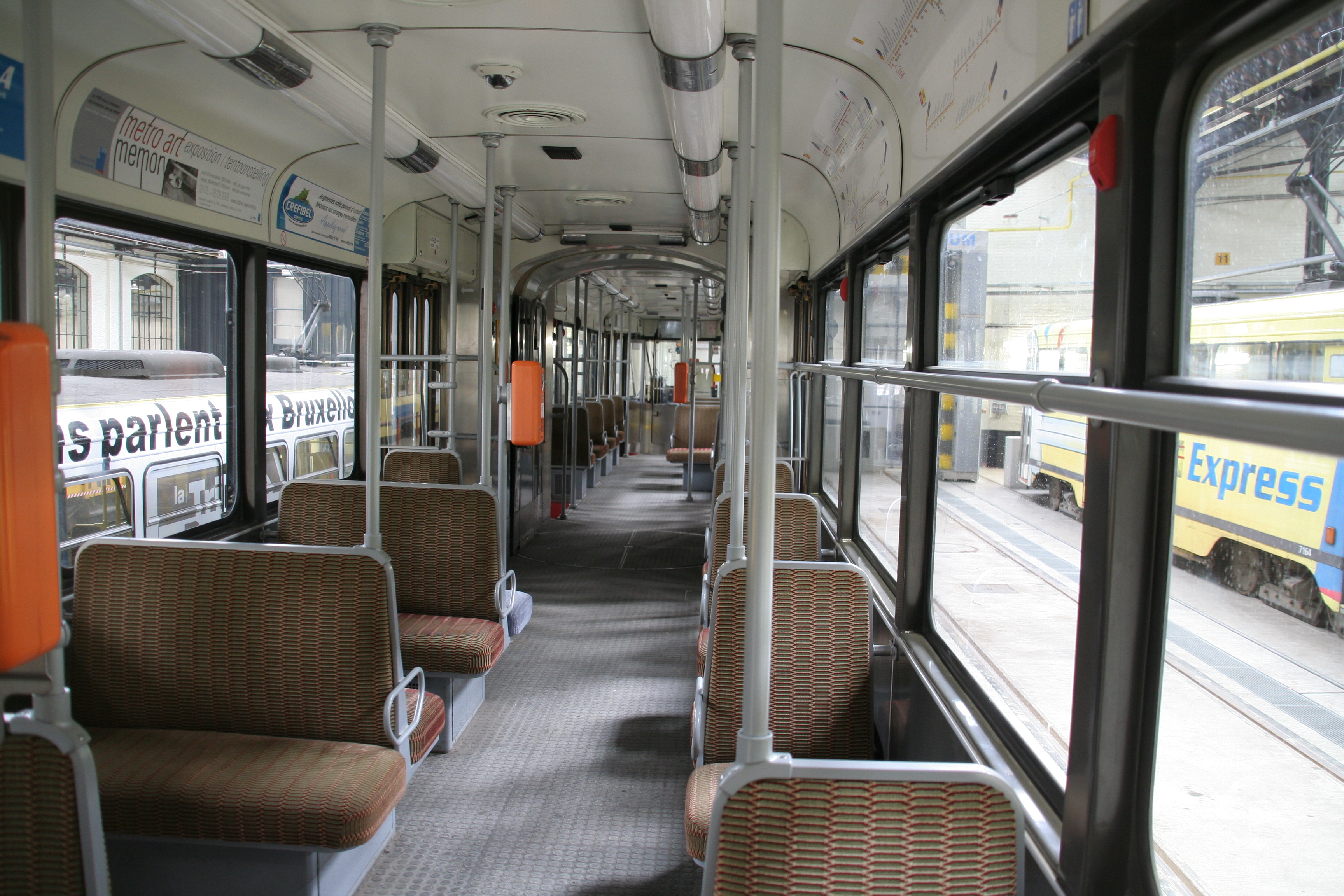
車内（リニューアル後）
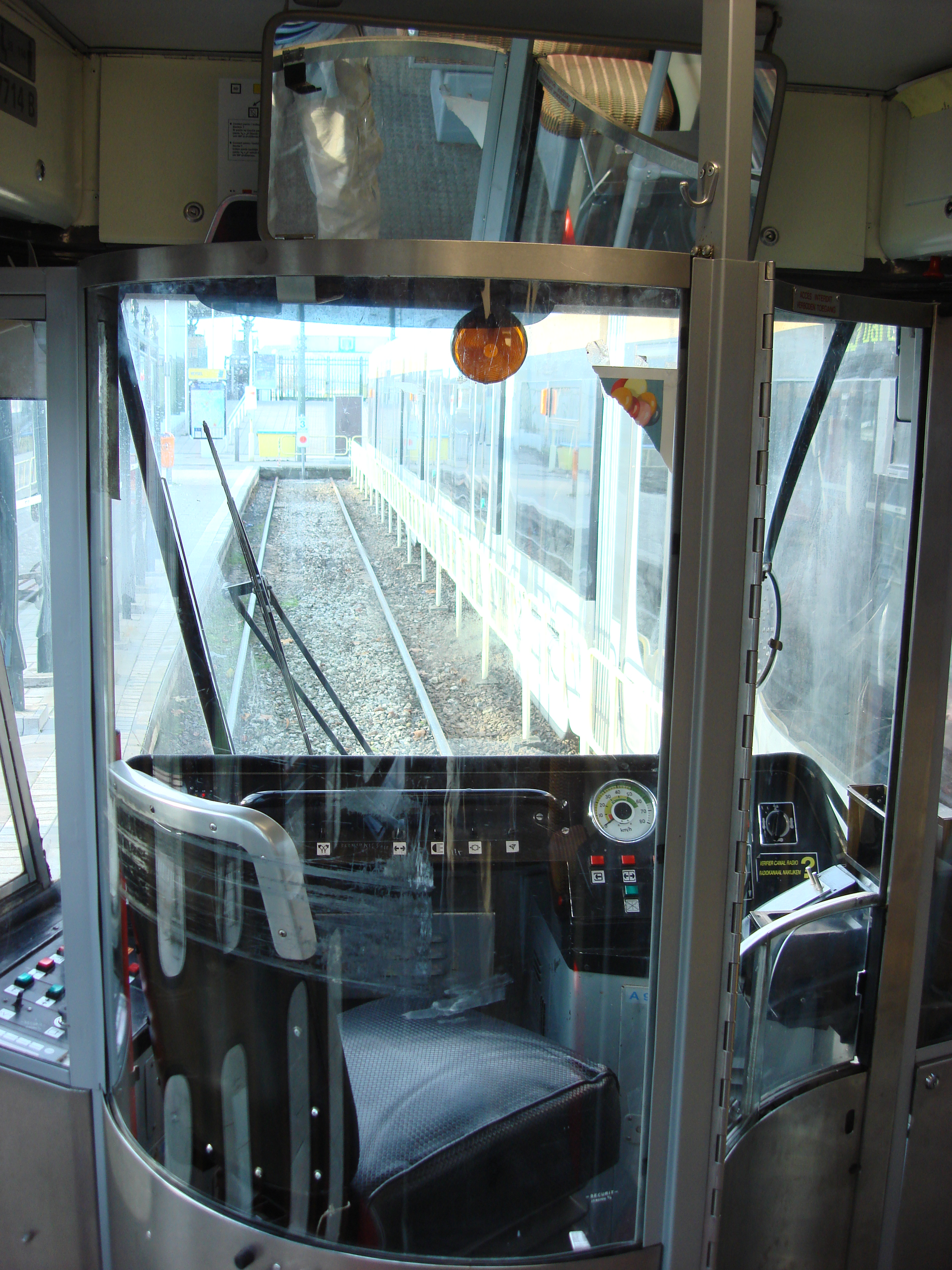
運転台

### ギャラリー

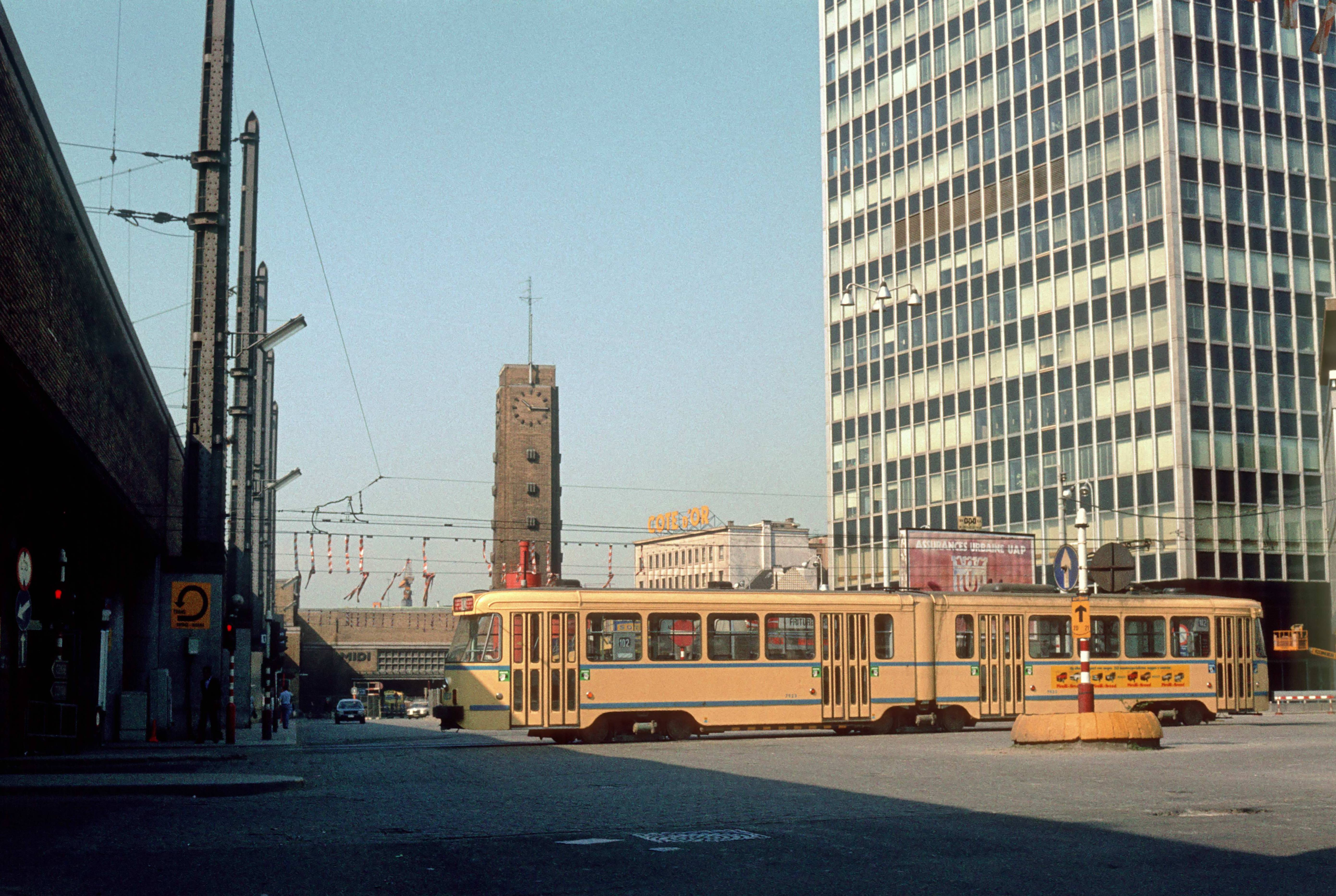
T7500形（1982年撮影）
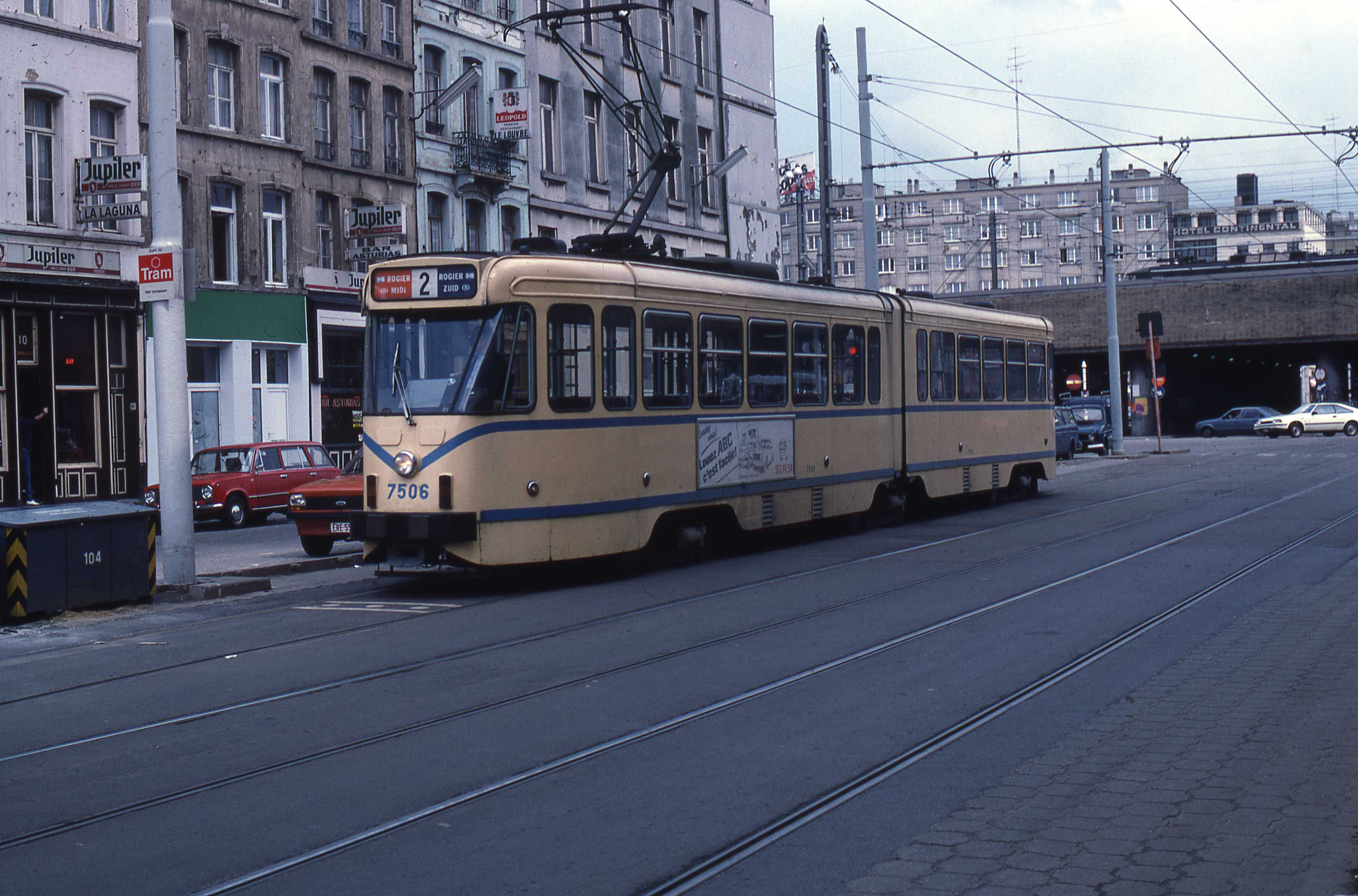
T7500形の乗降扉は片側のみ設置されていた（7506、1983年撮影）
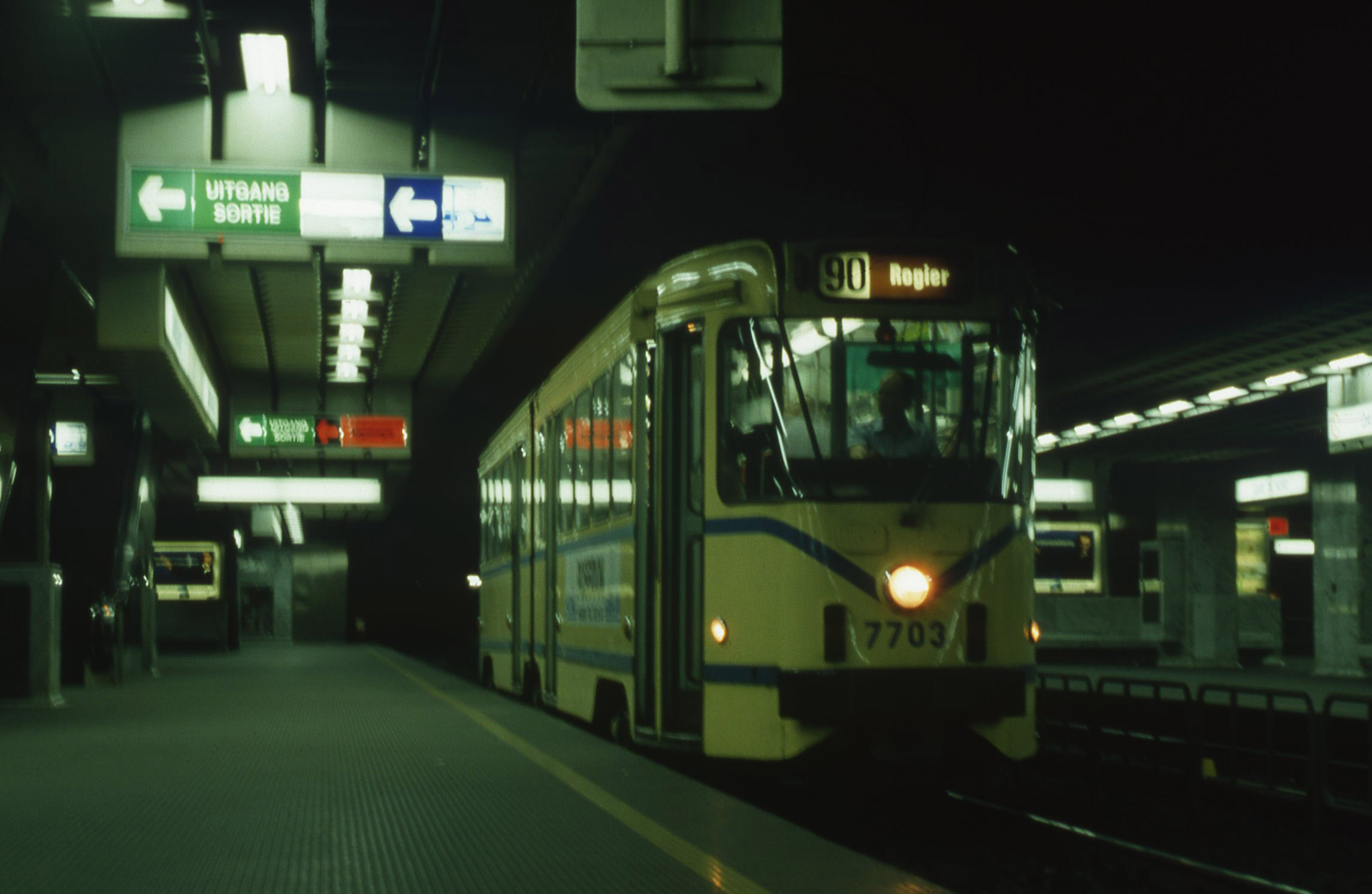
7700形（7703、1990年撮影）
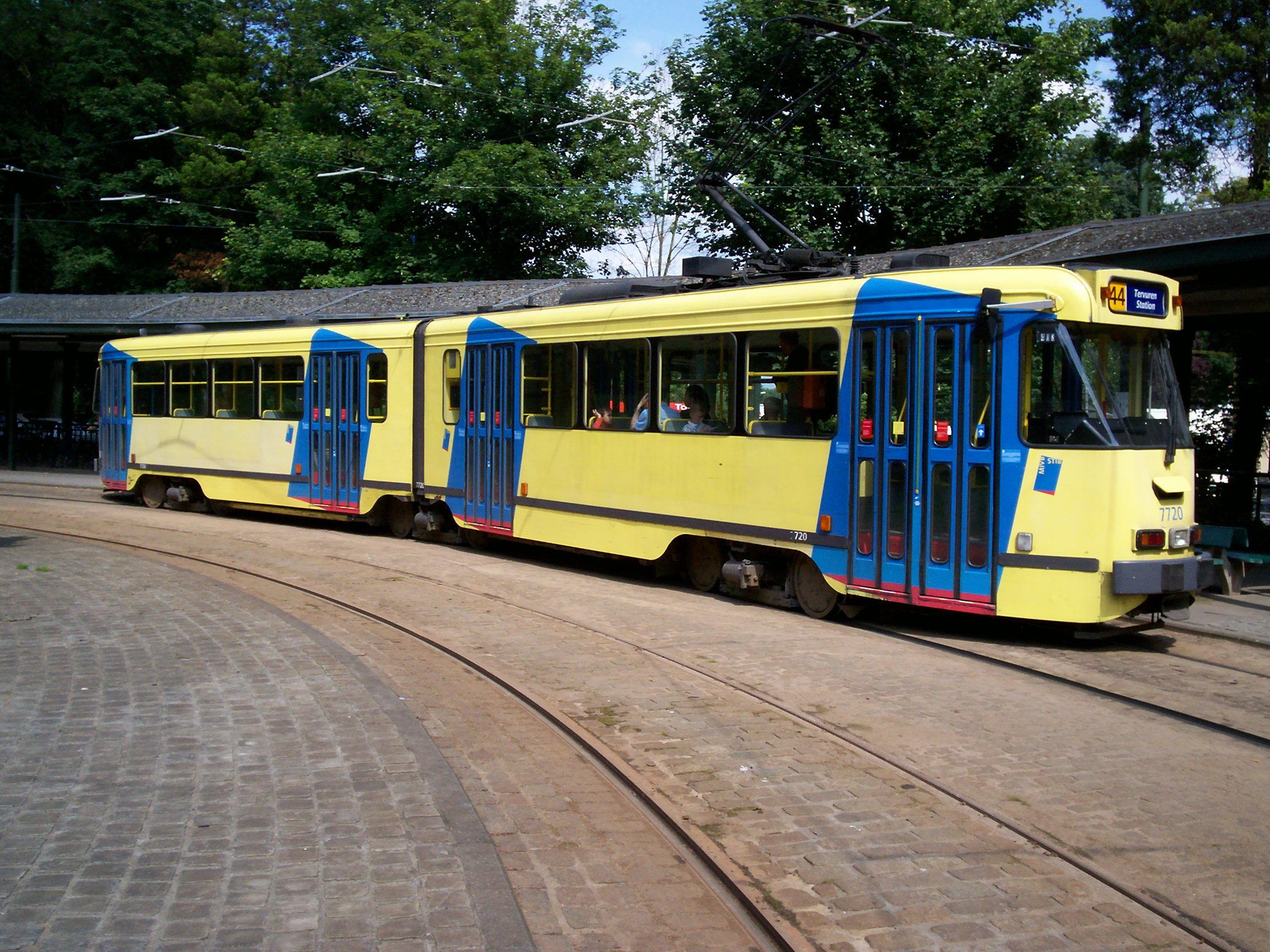
7700形（新塗装、7720、2008年撮影）
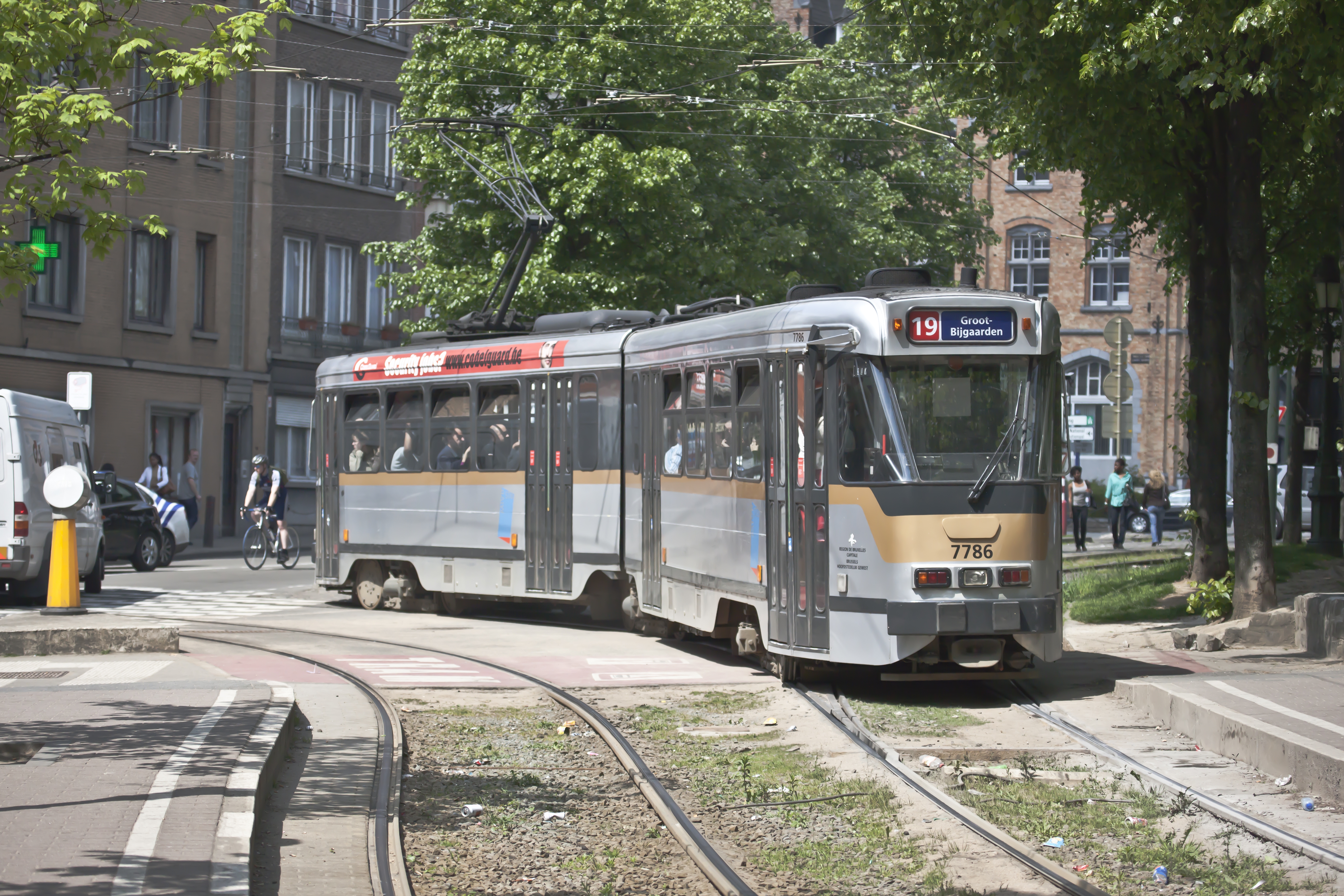
7700形（7786、リニューアル塗装、2010年撮影）

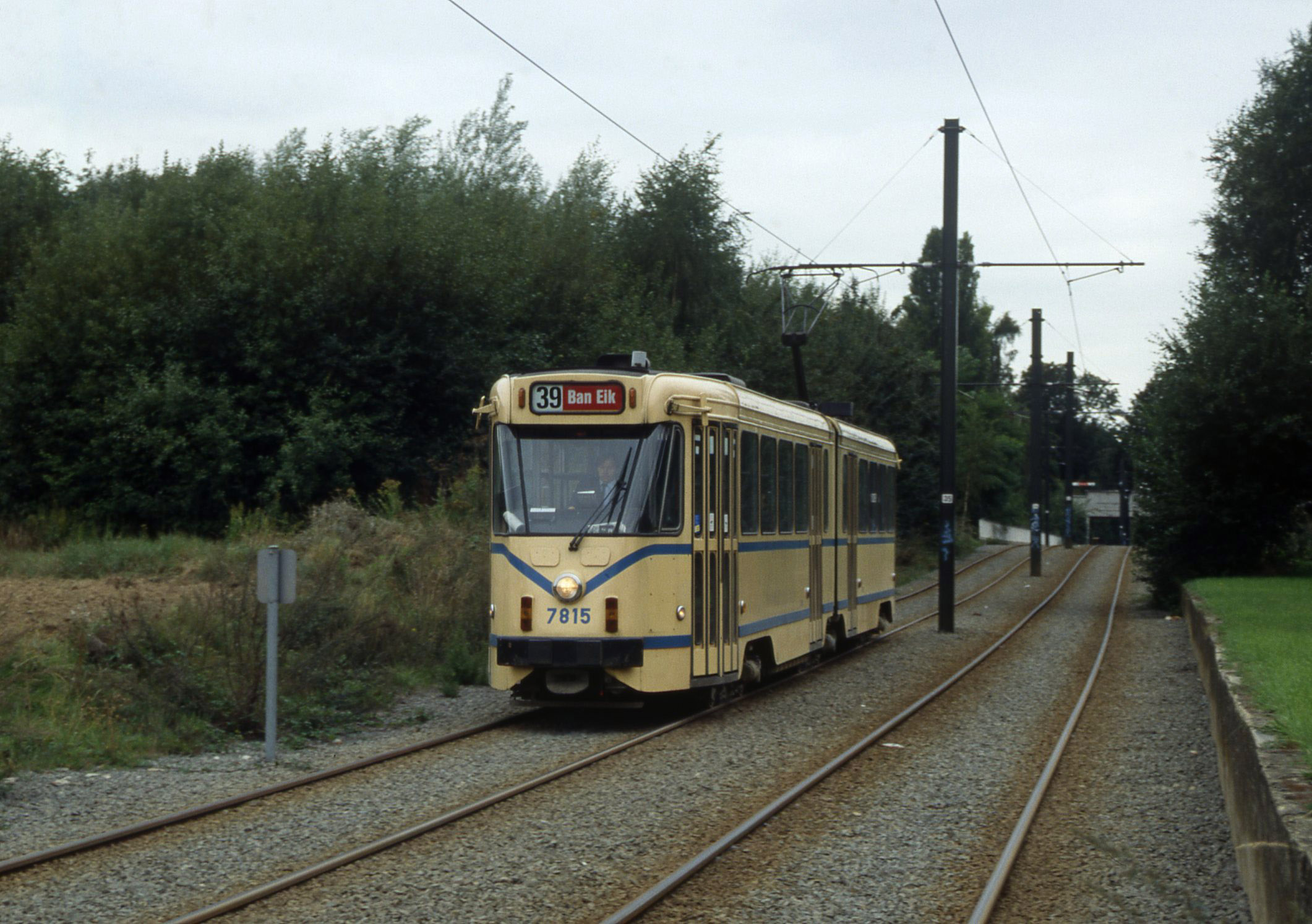
7800形（7815、1990年撮影）
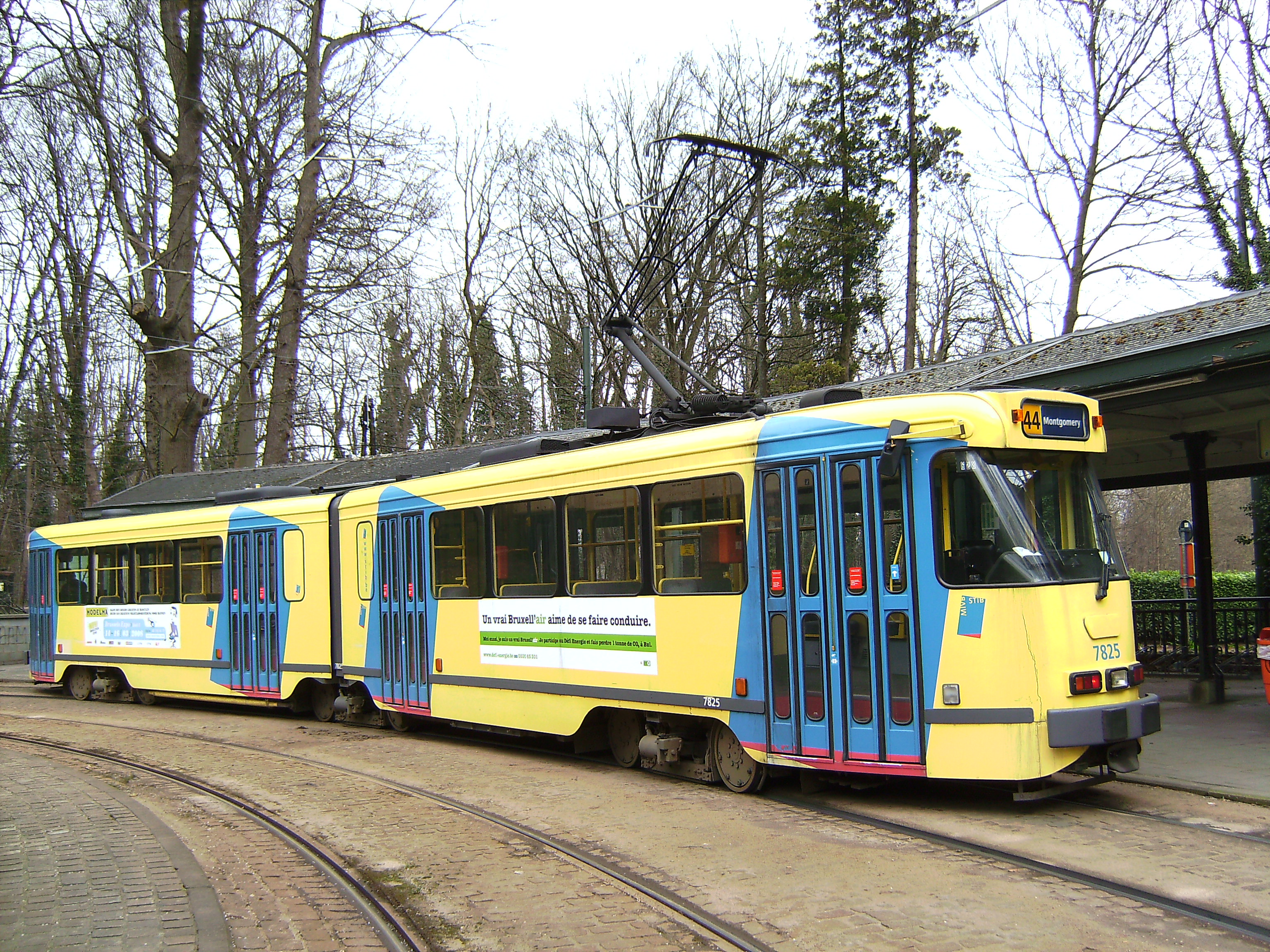
7800形（新塗装、7825、2001年撮影）
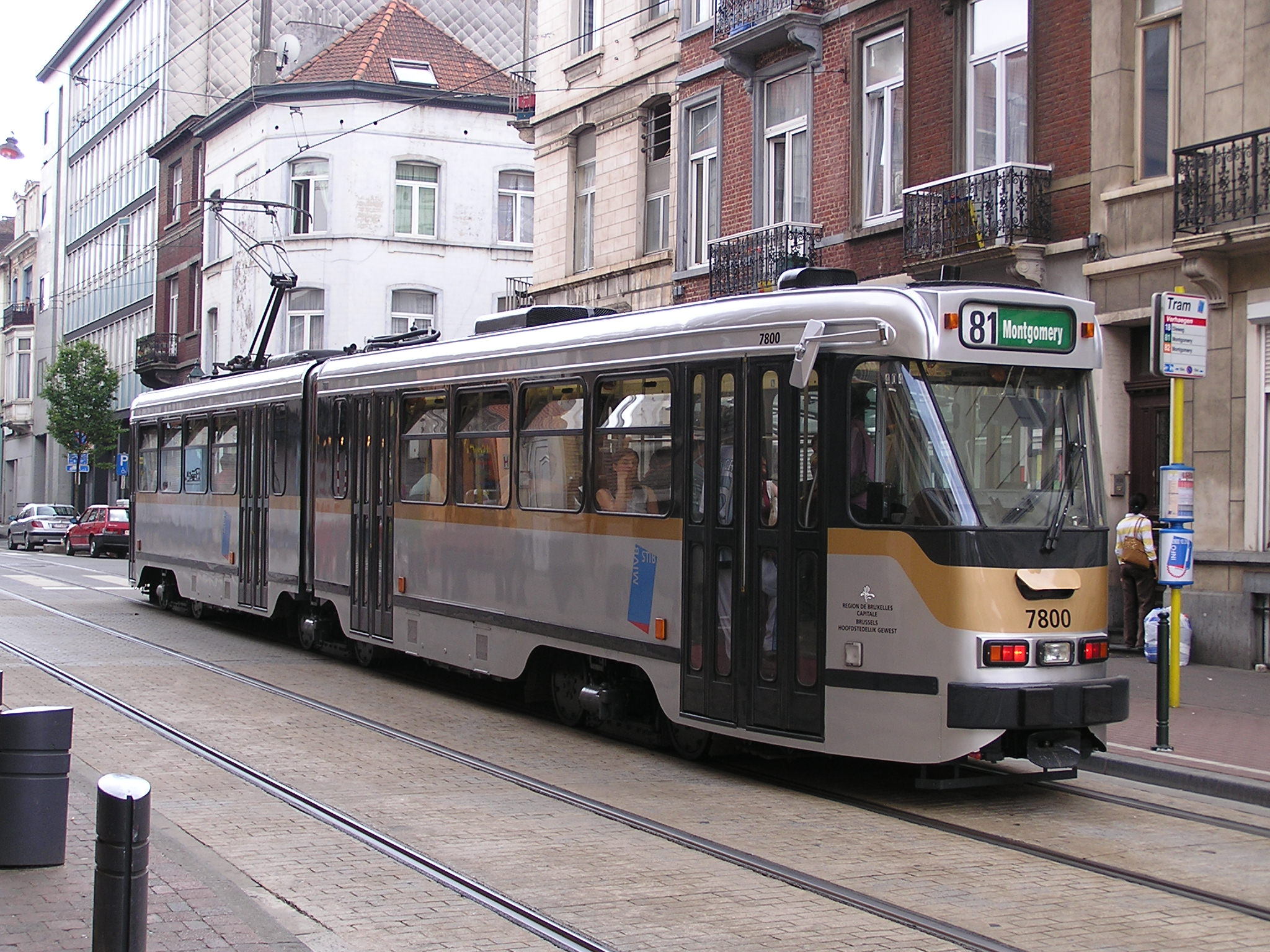
7828は7800に改番されている（リニューアル塗装、2006年撮影）

## "トラム・エクスペリエンス"（Tram Experience）
2012年以降、ブリュッセル市電ではT7700形のうち1972年に製造された7765（←7565）を改造し、7601に改番した観光列車"トラム・エクスペリエンス"（Tram Experience）が運行されている。内装はレストラン風に改造され、ブリュッセルのシェフが作った季節ごとの料理を味わいながらブリュッセルの景観を楽しむことが出来る。外装についても塗装が変更されている他、連接面側の乗降扉が両側2箇所づつ塞がれている。
2019年現在、火曜日から土曜日は夜間に1往復、日曜日は3月・4月に正午、5月に夜間に1往復運行される他、団体客によるツアー列車にも使用されており、火曜日から木曜日の運行は団体客による予約が優先される。

## 同型車両

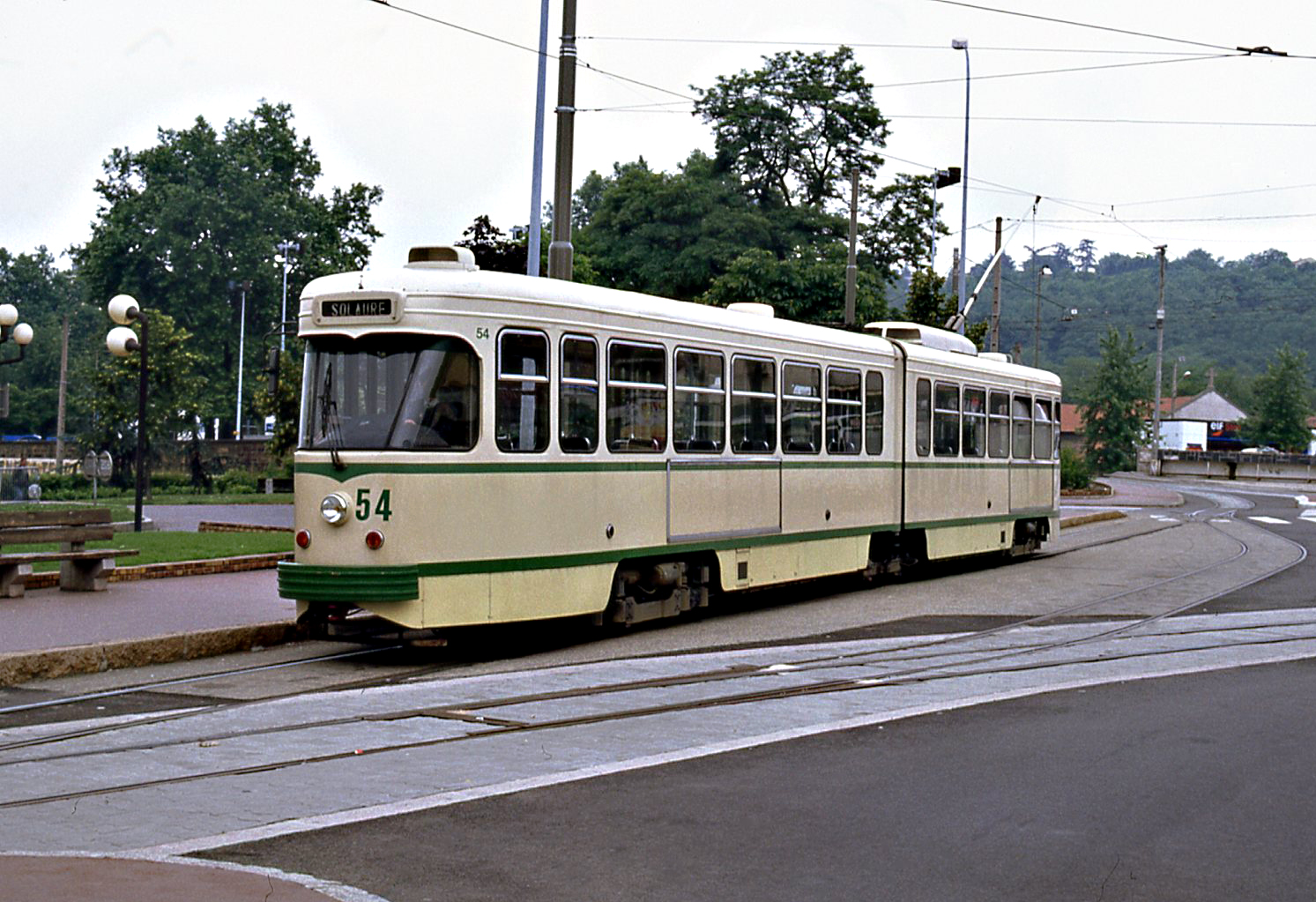
サン＝テティエンヌ市電の連接式PCCカー（554、1970年代撮影）

フランス・サン＝テティエンヌの路面電車であるサン＝テティエンヌ市電には、BNが製造した試作車（7501→7500）と同型の片運転台式2車体連接車が1968年に5編成（551 - 555）が導入された。部分超低床電車導入後の1991年には車両番号の変更（951 - 955）が実施されたが、以降は置き換えが進み1998年までに廃車された。

## 関連項目

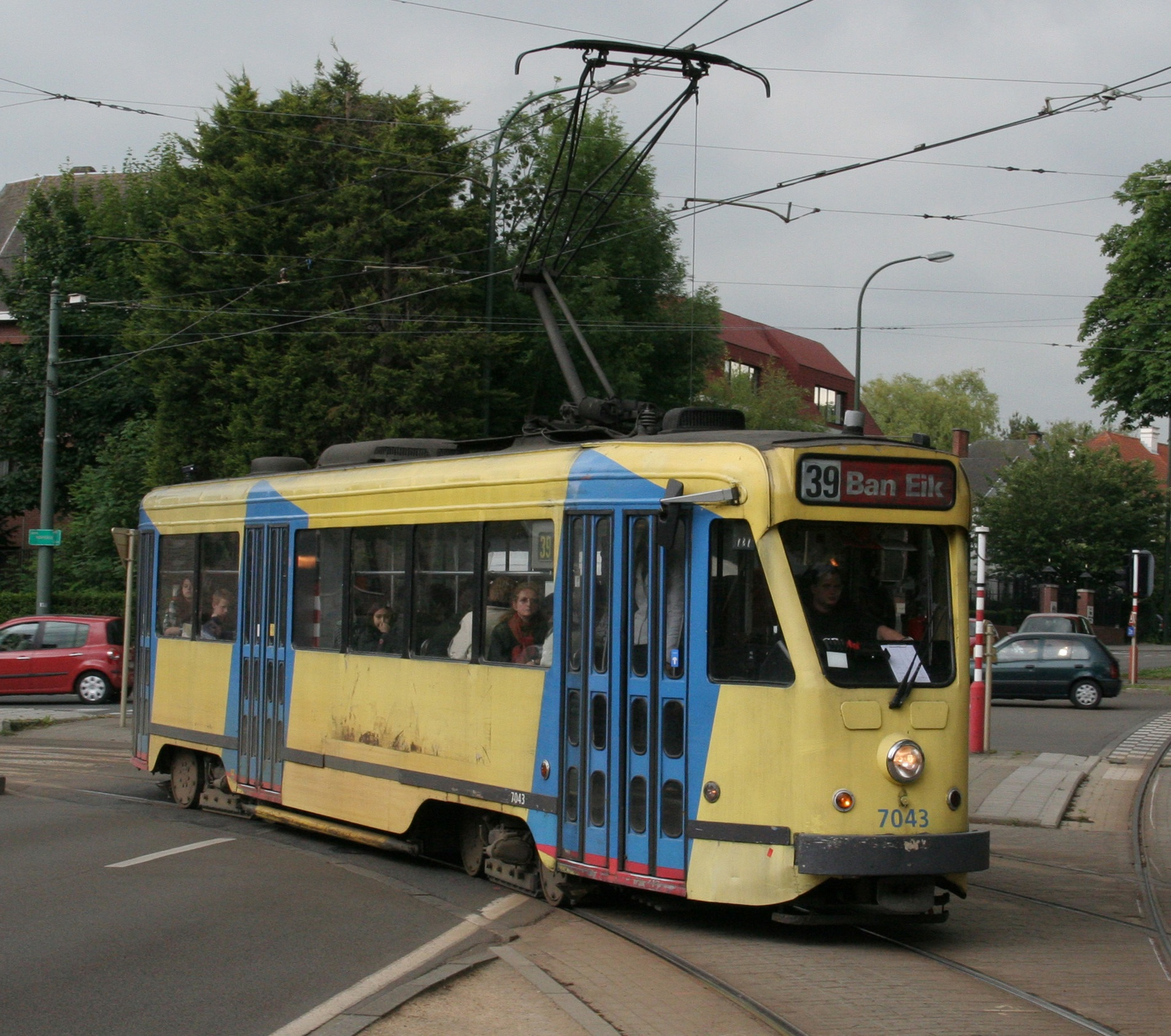
T7000形
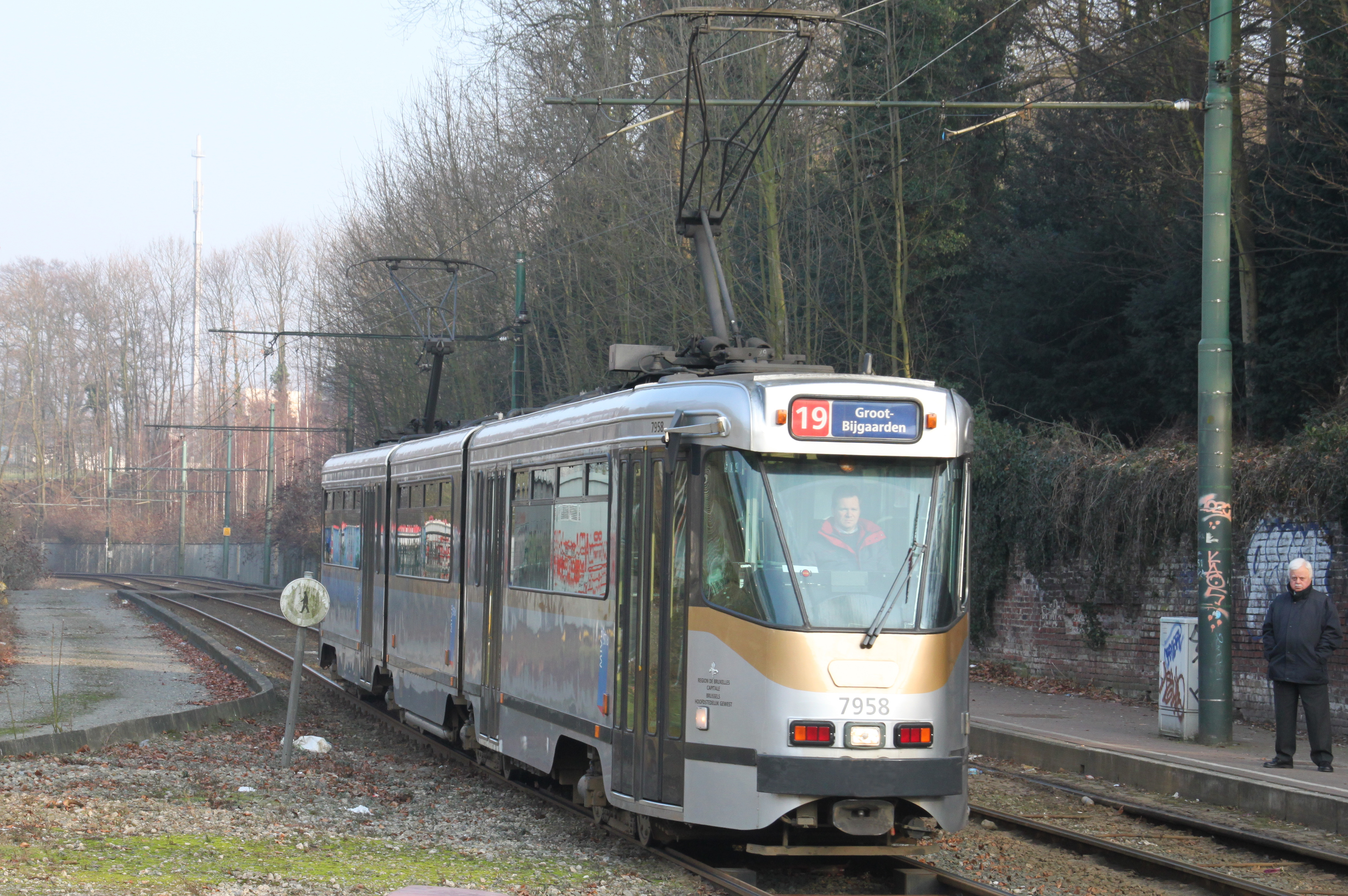
T7900形